# Magnolia vazquezii
Magnolia vazquezii (лат.) — дерево, вид рода Магнолия (Magnolia) семейства Магнолиевые (Magnoliaceae). Эндемик горной системы Южная Сьерра-Мадре в центральной части штата Герреро на юге Мексики. Описан в 2008 году.

## Описание
Magnolia vazquezii — дерево, достигающее от 14 до 18 м в высоту. Цветёт и плодоносит с марта по май, плоды можно встретить даже в ноябре. Magnolia vazquezii отличается от других видов магнолий тем, что цветки у неё собраны в соцветия, а не одиночные, причём верхушечный цветок более зрелый, чем внутренние. У цветка M. vazquezii четыре чашелистика вместо типичных трёх.
M. vazquezii классифицировалась как Magnolia schiedeana, похожий вид произрастающий в Восточной Сьерра-Мадре, пока не был признан отдельным видом.

## Ареал и местообитание
Магнолия M. vazquezii — эндемик юга Мексики, известна только в муниципалитете Сан-Луис-Акатлан в горной системе Южная Сьерра-Мадре в центральной части штата Герреро. Предполагаемая площадь распространения вида составляет менее 500 км².
Это растение, обитающее в горных туманных лесах, произрастает на высоте от 2150 до 2342 м над уровнем моря. Оно произрастает на почвах с обильным опадом листьев, в окружении деревьев Clethra mexicana, а также сосны, дуба и ореопанакса (Oreopanax).

## Охранный статус
Ареал магнолии M. vazquezii невелик, а численность популяции сокращается, оценивается в 300 взрослых особей. Вид оценивается как находящийся под угрозой исчезновения.